# Marta Ylla-Català Duran
Marta Ylla-Català Duran (Vic, Osona, 2 de setembre de 1977) és una jugadora de tennis de taula catalana.
Es formà al Club Tennis Taula Osona Vic Esportiu, on hi desenvolupà tota la seva carrera esportiva. Es proclamà campiona de Catalunya en vuit ocasions, una en categoria individual (1993), quatre en dobles (1995, 1996, 1998, 2000) i tres per equips (2000, 2001, 2002). A nivell estatal, aconseguí cinc Campionats d'Espanya de dobles (1996, 1998, 1999, 2000, 2001), dues Copes de la Reina (2001, 2002) i una Lliga espanyola (1998). Internacional amb la selecció espanyola, participà al Campionat d'Europa de 1996. Després de la seva retirada esportiva als vint-i-cinc anys, ha sigut autora de literatura infantil, destacant la col·lecció Els Murris.